# Stunnel
stunnel（スタンネル）は、マルチプラットフォーム対応の自由なプログラムであり、汎用TLS/SSLトンネリングサービスを提供する。
stunnel は、TLSやSSLにネイティブで対応していないクライアントサーバシステムに安全な暗号化されたコネクションを提供するのに利用できる。各種オペレーティングシステム上で動作し、ほとんどのUnix系OSとWindowsでも動作する。TLS/SSLプロトコルの実装にはOpenSSLやSSLeayなどのライブラリが別途必要である。
stunnel は、TLSやSSLコネクションの認証にX.509公開鍵証明書を使える。オプションとして、クライアントも証明書で認証できる。
libwrapとリンクした場合、プロキシ-ファイアウォールサービスとしても構成可能である。
stunnel はGNU General Public License でライセンスされている。5系は Michal Trojnara が保守している。3系配布物件のCREDITSファイルには、Brian Hatchらの名も見えた。

## 使用例
stunnel は外部セキュアTLS/SSLポートを、既存のアプリケーションのセキュアでない内部のTCPポートにマッピングできる。
例えば、セキュアなTLS/SSLコネクションを既存のSMTPのメールサーバに提供する場合、stunnel は例えばTLS/SSLポート465をメールサーバのポート25にマッピングする。クライアントがメールサーバに接続する場合、ポート465に到着したトラフィックは一旦stunnelに渡され、そこから透過的にメールサーバのポート25にフォワードされる。stunnel 自体の動作は、メールサーバと同じマシン上でも、別のマシンでもよい。とはいえ、どちらであれファイアウォール内のセキュアなネットワーク上のマシンでなければならない。